# Waldemar Zboralski
Waldemar Zboralski (nacido el 4 de junio de 1960) es un polaco, activista por los derechos de los homosexuales, político, escritor, enfermero y periodista.

## Vida
Zboralski nació en Nowa Sól, donde vivió y se graduó en la escuela secundaria.
Fue víctima de la Operación Jacinto, organizada por la policía comunista polaca.  El objetivo de la operación era crear una base de datos nacional de todos los homosexuales y las personas que tuvieron algún tipo de contacto con ellos.
Zboralski se trasladó a Varsovia en 1986, donde vivió dos años, de enero de ese año a abril de 1988, donde participó activamente en el movimiento gay de la ciudad. En 1987 fue cofundador y primer presidente del Movimiento Homosexual de Varsovia (Warszawski Ruch Homoseksualny). Radio Europa Libre calificó a Zboralski como miembro del «movimiento independiente en Europa del Este» por primera vez el 17 de noviembre de 1988.
Según Krzysztof Tomasik, autor del libro Gayerel. Las minorías sexuales en Polonia (Gejerel. Mniejszości seksualne w PRL-u), Zboralski era el «Wałęsa gay», «la fuerza principal detrás movimiento gay de Varsovia».
Zboralski presionó al estamento político para conseguir la legalización de los matrimonios del mismo sexo en Polonia y fue la primera persona que publicó artículos sobre este tema en la prensa polaca.
En 2003 fue la primera persona en convertirse en miembro honorario de la organización LGBT polaca «Campaña contra la Homofobia». En 2004 se presentó como candidato gay por el partido Razón; Zboralski no consiguió el puesto en las elecciones al Parlamento Europeo. En 2005 tampoco tuvo éxito como candidato gay con el partido Unión de la Izquierda para el Sejm, la cámara baja del Parlamento polaco.
El 12 de octubre de 2007, Zboralski se casó con su compañero Krzysztof Nowak en el Reino Unido, como la primera pareja gay polaca casada en este país. Actualmente reside en Inglaterra, trabajando como un enfermero registrado.